# Região Geográfica Intermediária de Montes Claros
A Região Geográfica Intermediária de Montes Claros é uma das treze regiões intermediárias do estado brasileiro de Minas Gerais e uma das 134 regiões intermediárias do Brasil, criadas pelo Instituto Brasileiro de Geografia e Estatística (IBGE) em 2017. É composta por 87 municípios, distribuídos em sete regiões geográficas imediatas.
Sua população total estimada pelo Instituto Brasileiro de Geografia e Estatística (IBGE) para 1º de julho de 2018 é de 1 673 263 de habitantes, distribuídos em uma área total de 124 010,243 km².
Montes Claros é o município mais populoso da região intermediária, com 404 804 habitantes, de acordo com estimativas de 2018 do Instituto Brasileiro de Geografia e Estatística (IBGE).

## Regiões geográficas imediatas
| Região geográfica imediata                  | Municípios | População Estimativa 2018 | Área (km²)  |
| ------------------------------------------- | --- | ------------------------- | ----------- |
| Região Geográfica Imediata de Montes Claros | Bocaiuva Botumirim Brasília de Minas Campo Azul Capitão Enéas Claro dos Poções Coração de Jesus Cristália Engenheiro Navarro Francisco Dumont Francisco Sá Glaucilândia Grão Mogol Guaraciama Ibiracatu Itacambira Japonvar Jequitaí Joaquim Felício Josenópolis Juramento Lagoa dos Patos Lontra Luislândia Mirabela Montes Claros Olhos-d'Água Patis São João da Lagoa São João da Ponte São João do Pacuí Varzelândia | 755 457                   | 38 542,126  |
| Região Geográfica Imediata de Janaúba       | Jaíba Janaúba Manga Matias Cardoso Miravânia Nova Porteirinha Pai Pedro Porteirinha Riacho dos Machados Serranópolis de Minas Verdelândia | 219 225                   | 15 458,203  |
| Região Geográfica Imediata de Salinas       | Berizal Curral de Dentro Fruta de Leite Indaiabira Ninheira Novorizonte Padre Carvalho Rio Pardo de Minas Rubelita Salinas Santa Cruz de Salinas São João do Paraíso Taiobeiras Vargem Grande do Rio Pardo | 191 905                   | 14 969,676  |
| Região Geográfica Imediata de Januária      | Bonito de Minas Cônego Marinho Itacarambi Januária Juvenília Montalvânia Pedras de Maria da Cruz São João das Missões | 149 550                   | 18 206,003  |
| Região Geográfica Imediata de Pirapora      | Buritizeiro Ibiaí Lassance Pirapora Ponto Chique Santa Fé de Minas Várzea da Palma | 146 345                   | 17 587,418  |
| Região Geográfica Imediata de São Francisco | Chapada Gaúcha Icaraí de Minas Pintópolis São Francisco São Romão Ubaí | 113 534                   | 11 672,217  |
| Região Geográfica Imediata de Espinosa      | Catuti Espinosa Gameleiras Mamonas Mato Verde Monte Azul Montezuma Santo Antônio do Retiro | 97 247                    | 7 574,600   |
| Total                                       | 86 | 1 673 263                 | 124 010,243 |